# Strathmoor Village
Strathmoor Village är en inkorporerad ort i Jefferson County i Kentucky. Vid 2020 års folkräkning hade Strathmoor Village 684 invånare.